# Tennistoernooi van Rosmalen 2011
Het tennistoernooi van Rosmalen van 2011 werd van 12 tot en met 18 juni 2011 gespeeld op de grasbanen van het Autotron Expodome in de Nederlandse plaats Rosmalen, onderdeel van de gemeente 's-Hertogenbosch. De officiële naam van het toernooi was Unicef Open.
Het toernooi bestond uit twee delen:
- WTA-toernooi van Rosmalen 2011, het toernooi voor de vrouwen
- ATP-toernooi van Rosmalen 2011, het toernooi voor de mannen

ATP-toernooi van Rosmalen – WTA-toernooi van Rosmalen

1996 · 1997 · 1998 · 1999 · 2000 · 2001 · 2002 · 2003 · 2004 · 2005 · 2006 · 2007 · 2008 · 2009 · 2010 · 2011 · 2012 · 2013 · 2014 · 2015 · 2016 · 2017 · 2018 · 2019 · 2020-2021 · 2022 · 2023 · 2024